# Friedenskirche (Frankfurt-Harheim)
Die im Jahr 1965 eingeweihte evangelische Friedenskirche im Frankfurter Stadtteil Harheim ist ein Kulturdenkmal nach dem Hessischen Denkmalschutzgesetz.

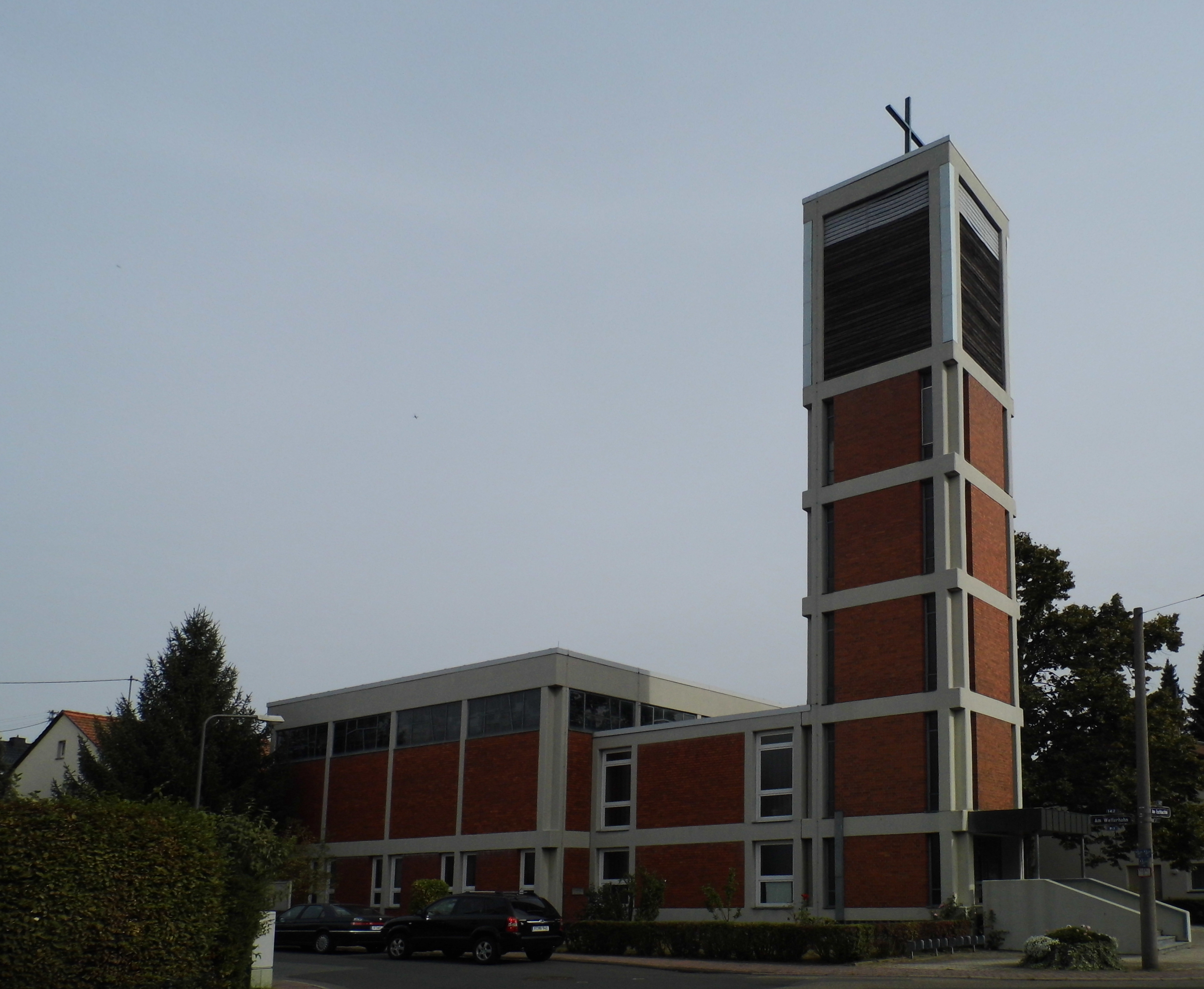
Friedenskirche

## Vorgeschichte
Im katholischen Harheim gründete sich erst im Jahr 1962 eine evangelische Gemeinde. Sie erwarb am Rande eines Neubaugebiets an der Ecke Am Eschbachtal / Am Wetterhahn ein Grundstück und beauftragte den Architekten Karl Wimmenauer mit der Planung. In der Urkunde zur Grundsteinlegung steht zum Namen der Kirche: „Erschüttert durch zwei Weltkriege lebt in uns die tiefe Sehnsucht nach Frieden.“

## Beschreibung
Auf einem quadratischen Grundriss erhebt sich die Friedenskirche als Kubus, deren äußeres Erscheinungsbild durch helle Betonstützen und rote Backsteingefache geprägt ist. Der flachgedeckte Bau fügt sich mit seiner Höhe in die umgebende überwiegend zweigeschossige Wohnbebauung ein.
Der Glockenturm, der durch einen Gang mit dem Hauptbau verbunden ist, wiederholt das quadratische Motiv. Der Eingang an der Straßenecke führt über eine Freitreppe zum Portal im Turm.
Ein Treppenhaus im Verbindungsgebäude erschließt die übrige Kirche. Zwischen Dach und Backsteinwand gliedert ein Glasband die Fassade. Der Kirchenraum liegt im Obergeschoss während im Erdgeschoss Gemeinderäume sind.
Auch im Innern der Kirche sind die Baumaterialien sichtbar. Es dominieren die Backsteinwände zwischen den Stützen aus Sichtbeton. Unter der Kassettendecke, die ebenfalls aus Beton besteht, ist ein Fensterband aus Buntglas angeordnet. Die abstrakt gestalteten Fenster stammen von Ursula Graeff-Hirsch. Zum Altar hin nimmt die Farbe Rot zu. Als Fußboden sind Schieferplatten verlegt. Die Bestuhlung ist variabel.

## Ausstattung
Altar, Pult und Taufbecken wurden vom Architekten entworfen. Sie bestehen aus Schieferelementen, die auf versilberten Stäben stehen. 1972 schuf Erwin Heerich eine Taufschale mit Deckel und Griff in Form einer Taube sowie zwei Altarleuchter und ein Metallkreuz. Ein Kreuz aus Eichenholz an der Altarwand wurde 1990 von G. Hieronymi gefertigt.
In einer Nische neben dem Kamin im Südosten befindet sich die Orgel von Willi Peter aus dem Jahr 1973 mit acht Registern und einem Manual.

### Glocken
Die fünf Glocken wurden von der Glocken- und Kunstgießerei Rincker hergestellt.
| Nr. | Name           | Nominal | Gewicht(kg) |
| 1   | Friedensglocke | d2      | 356         |
| 2   | Gebetsglocke   | e2      | 254         |
| 3   | Trauglocke     | fis2    |             |
| 4   | Taufglocke     | g2      |             |
| 5   | Totenglocke    | a2      |             |